# Svjetski kup u vaterpolu 1983.
Svjetski kup u vaterpolu 1983. treće je izdanje ovog natjecanja. Održan je u američkom gradu Los Angelesu od 7. do 14. svibnja 1983.. 

## Konačni poredak
| Mj. | Država     |
| --- | ---------- |
| 1.  | SSSR       |
| 2.  | Njemačka   |
| 3.  | Italija    |
| 4.  | SAD        |
| 5.  | Španjolska |
| 6.  | Nizozemska |
| 7.  | Mađarska   |
| 8.  | Kuba       |